# Bo Christensen
Bo Højgaard Christensen (* 24. August 1937 in Frederiksberg, Dänemark; † 11. April 2020) war ein dänischer Filmproduzent, der mit seinem Film Babettes Fest 1988 einen Oscar gewann.

## Karriere
Christensen fing 1956 schon als Student im Film an tätig zu werden und wurde ab 1957 als Assistent bei Nordisk Film fest angestellt. Er hatte 1958 als Regieassistent sein Debüt bei dem dänischen Film Cyklisten. Von 1959 an war er als Produktionsassistent und ab 1961 Produktionsleiter für Werbefilme bei Nordisk Film tätig. Danach wirkte er an verschiedenen dänischen Filmen in unterschiedlichen Positionen, zumeist in der Produktionsleitung und als Filmproduzent mit. In sechs Filmen trat er zudem auch als Schauspieler in meist kleinen Nebenrollen auf. Als Filmproduzent bzw. Co-Produzent hat er in über 60 Filmen im Laufe seiner Karriere mitgewirkt.
Christensens größter Erfolg als Filmproduzent war 1987 der dänische Film Babettes Fest (Babettes gæstebud), der 1988 einen Oscar in der Kategorie „Bester Fremdsprachiger Film“ gewann. Ebenso wurde dieser Film 1988 auf dem British Academy of Film and Television Arts (BAFTA, wörtlich Britische Akademie der Film- und Fernsehkunst) mit dem British Academy Film Award in der Kategorie Bester nicht-englischsprachiger Film ausgezeichnet.
Weiterhin war er der Produzent der erfolgreichen dänischen Fernsehserie Die Leute von Korsbaek (1978–1982), die in Deutschland unter dem Titel Die Leute von Korsbaek ab Dezember 1981 in der ARD ausgestrahlt wurde. Christensen war ebenfalls der Filmproduzent und Produktionsleiter der dänischen Filmreihe zur Olsenbande von 1969 bis 1981 in den Filmen 1 bis 13. Des Weiteren hatte er als Schauspieler in dem Olsenbanden-Film von 1974 Der (voraussichtlich) letzte Streich der Olsenbande auch einen kleinen Nebenauftritt, in der Rolle als deutscher Diplomat, der am Flughafen die Bedford-Diamanten entgegennimmt. Die gleiche Rolle spielte er noch einmal in der norwegischen Neuverfilmung dieses dänischen Filmes unter dem Titel: Olsenbandens siste bedrifter aus der Filmreihe zur norwegischen Olsenbande.
Christensen wurde später Direktor von Nordisk Film und ab 1991 Leiter des Det Danske Filminstitut (Dänisches Film-Institut). Ab 1993 war als Generaldirektor des European Scriptfond in London tätig. 1995 wurde er Direktor von TeleDanmark, die später in der Telekommunikations- und Kabel-Gesellschaft TeleDanmark Kabel TV als TDC A/S aufging. Von 2004 bis 2006 war er als Berater bei Nordisk Film für die Vorbereitungen zu den Feierlichkeiten anlässlich des 100-jährigen Jubiläums der Gesellschaft tätig. In den letzten Jahren zog er sich aus dem Berufsleben und aus der Filmbranche zurück und ging in den Ruhestand.

## Familie
Christensen war mit der Schauspielerin Kirsten Hansen-Møller verheiratet.

## Filmografie

### Filmproduzent
- 1964: Tod bei Tisch (Døden kommer til middag)
- 1964: Sommer in Tyrol
- 1965: 2 × 2 im Himmelbett (Halløj i himmelsengen)
- 1966: Tre små piger
- 1966: Kaliber 7,65 – Diebesgrüße aus Kopenhagen (Slå først, Frede!)
- 1966: Jeg er sgu min egen
- 1966: Gift
- 1966: Slap af, Frede!
- 1966: Es war einmal ein Krieg (Der var engang en krig)
- 1967: Jeg er sgu min egen
- 1967: Historien om Barbara
- 1967: Martha
- 1969: Geld zum zweiten Frühstück (Tænk på et tal)
- 1969: Die Olsenbande (Olsen-banden)
- 1969: Klabautermannen (Klabautermanden)
- 1969: Die Olsenbande in der Klemme (Olsen-banden på spanden)
- 1970: Rend mig i revolutionen
- 1971: Ballade på Christianshavn
- 1971: Die Olsenbande fährt nach Jütland (Olsen-banden i Jylland)
- 1972: Die Olsenbande und ihr großer Coup (Olsen-bandens store kup)
- 1973: Die Olsenbande läuft Amok (Olsen-banden går amok)
- 1974: Der (voraussichtlich) letzte Streich der Olsenbande (Olsen-bandens sidste bedrifter)
- 1975: Die Olsenbande stellt die Weichen (Olsen-banden på sporet)
- 1976: Die Olsenbande sieht rot (Olsen-banden ser rødt)
- 1977: Die Olsenbande schlägt wieder zu (Olsen-banden deruda’)
- 1978: Die Olsenbande steigt aufs Dach (Olsen-banden går i krig)
- 1978: Die Leute von Korsbaek  (Matador, dänische Fernsehserie)
- 1979: Die Olsenbande ergibt sich nie (Olsen-banden overgiver sig aldrig)
- 1981: Die Olsenbande fliegt über die Planke (Olsen-bandens flugt over plankeværket)
- 1981: Die Olsenbande fliegt über alle Berge (Olsen-banden over alle bjerge)
- 1986: Mord im Dunkeln (Mord i mørket)
- 1987: Babettes Fest (Babettes gæstebud)
- 1988: Mord im Paradies (Mord i Paradis)
- 1988: Time Out
- 1988: Katinka
- 1989: Valby – Das Geheimnis im Moor (Miraklet i Valby)
- 1991: Landsbyen (Fernsehserie)
- 1991: Europa, Regie Lars von Trier
- 1992: Sofie
- 1999: Der einzig Richtige (Den eneste ene)
- 2002: Kletter-Ida (Klatretøsen) (Koproduzent)
- 2003: Regel Nr. 1 (Regel nr. 1)

### Produktionsleitung
- 1966: Tre små piger
- 1968: Die Olsenbande (Olsen-banden)
- 1969: Geld zum zweiten Frühstück (Tænk på et tal)
- 1974: Hændeligt uheld
- 1978–1979: Die Leute von Korsbaek (Fernsehserie, 11 Folgen)
- 1986: Die Augen des Wolfes (Oviri)

### Regieassistent
- 1958: Cyklisten
- 1987: Verschiedene Welten (En verden til forskel)

### Schauspieler
- 1969: Geld zum zweiten Frühstück (Tænk på et tal)
- 1974: Der (voraussichtlich) letzte Streich der Olsenbande (Olsen-bandens sidste bedrifter)
- 1975: Olsenbandens siste bedrifter (norwegische Neuverfilmung)
- 1976: Kassen stemmer
- 1988: Ved vejen
- 1996: Blomsterfangen
- 2002: TV2/Lorry (1. Folge)